# Puits Hottinguer
Le puits Hottinguer était l'un des principaux charbonnages des houillères d'Épinac. Les bâtiments construits entre 1872 et 1876 abritaient un mode d’extraction par un système atmosphérique révolutionnaire : un piston se déplaçant dans un tube de 558 m de hauteur, usiné au Creusot (technique originale de l’ingénieur Zulma Blanchet) et non par câbles traditionnels qui ne permettaient pas à cette époque de descendre aussi bas (plus de 600 mètres), profondeur qui en fait à sa mise en service en 1871 le puits de mine le plus profond de France.
Après sa fermeture en 1936, il est reconverti en usine de peinture à partir de 1948 par la société Bitulac avant de se retrouver à l’abandon en 1998 à peine une dizaine d'années après l'incendie du 12 mars 1989. Il est inscrit comme monument historique par arrêté du 26 novembre 1992 et il est classé par arrêté du 11 octobre 2022 qui se substitue à celui d'inscription. La tour Malakoff et ses ailes sont en rénovation depuis fin 2012. La construction d'une centrale photovoltaïque à proximité des anciens bâtiments est en cours d'étude.

## Fonçage
Le puits Hottinguer est foncé non loin du puits de la Garenne car les ingénieurs pensent y trouver le prolongement des couches de houille avec une réserve estimée à 400 millions d'hectolitres. Le fonçage du puits démarre le 26 mai 1863.
En 1868, le puits atteint 447 mètres de profondeur et les ingénieurs se rendent compte que l'inclinaison des couches géologiques a changé. Alors que les ingénieurs pensent trouver le charbon à 530 mètres de profondeur, ils ne l’atteindront toujours pas à 600 mètres. Finalement, la houille (couche de 4 mètres de puissance) est atteinte le 17 novembre 1871 à 618 mètres de profondeur et à 110 mètres de la recette de fond, après le creusement d'un travers-banc, il devient alors le puits de mine le plus profond de France.

## Exploitation

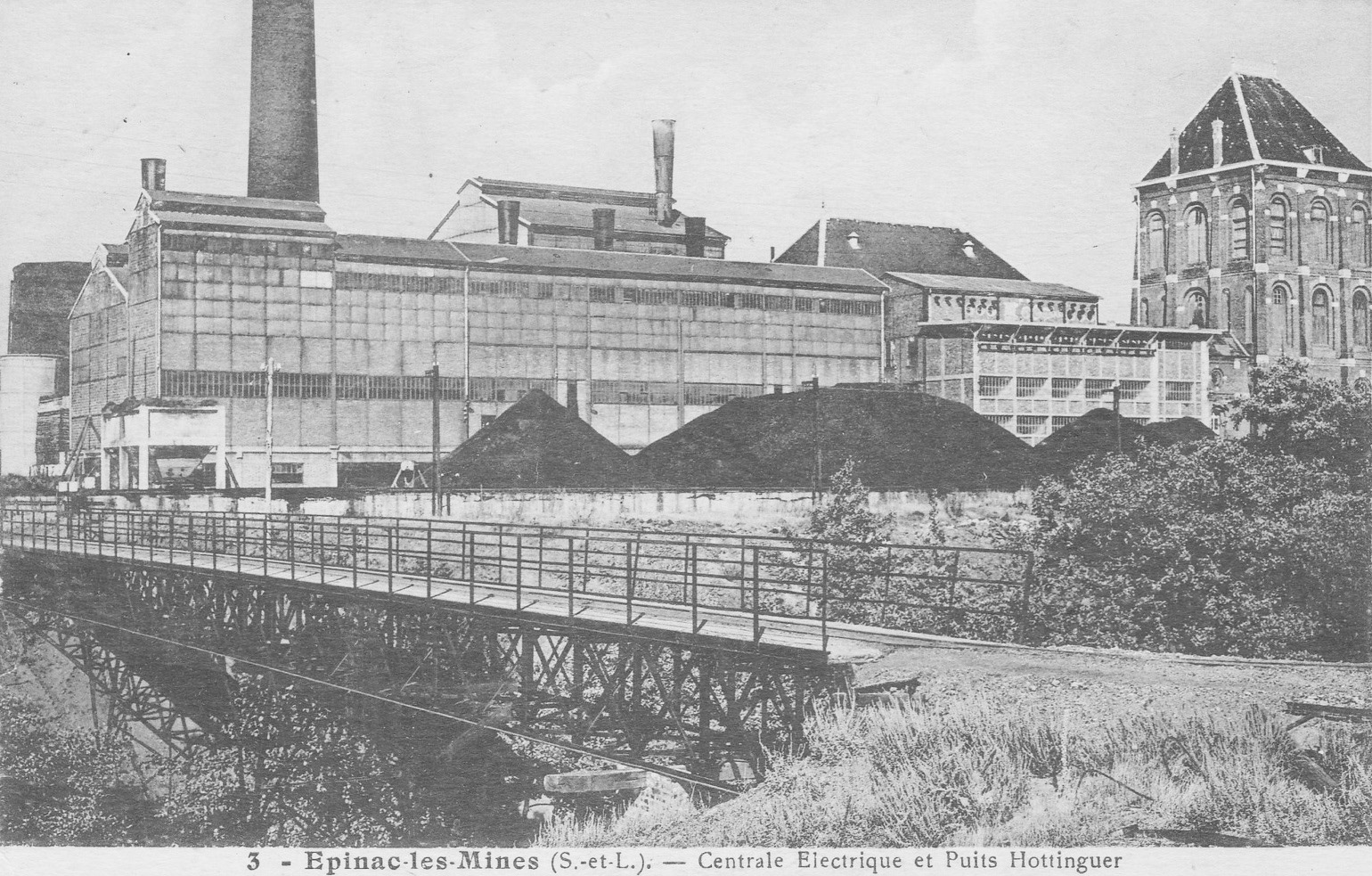
La centrale thermique du puits Hottinguer.

Avant 1884, la production du puits Hottinguer restera faible pour plusieurs raisons : le système pneumatique est difficile à mettre en place, la machine à vapeur de 40 ch est insuffisante et les couches rencontrées ne sont pas de bonne qualité. Vers 1884-1885, la production croît grâce à des nouvelles découvertes à l'étage 618 et grâce au système pneumatique devenu fiable.
En 1887, à la suite du décès de Monsieur Blanchet, l'extraction par tube est arrêtée et se concentre à l'étage 618 par câbles. En 1910 la centrale électrique du puits Hottinguer vend du courant jusqu'à Autun et Meursault. Le puits Hottinguer cesse définitivement d'extraire en 1936, trente ans avant la fermeture complète du bassin Epinacois.

## Installations de surface
Par ses dimensions et son originalité de construction, le bâtiment du puits Hottinguer est unique en France. Cette architecture dite de tour Malakoff, était assez répandue en Allemagne. En effet, dans un même ensemble était regroupés le chevalement et la machine d'extraction. Choix atypique des Houillères d'Épinac inspiré des systèmes belges ou allemands, mais aussi par les contraintes liées à la spécificité du procédé atmosphérique qui nécessitait d’abriter des installations au jour très encombrantes et très aériennes, d’où la hauteur de la tour.

### Extraction par tube pneumatique
En 1871, les techniques d'extraction classiques, par câbles, ne permettent pas d'équiper un puits aussi profond que le puits Hottinguer, c'est pourquoi un système pneumatique sera imaginé par Zulma Blanchet.
Ce système utilise un tube faisant toute la longueur du puits dans lequel se trouve un piston. Sur le carreau du puits se trouve une machine pneumatique permettant d'aspirer l'air contenu dans le tube. Lors de l’ascension, la machine pneumatique aspire l'air contenu au-dessus du piston, provoquant la montée de celui-ci dans le tube. Lors de la descente, l'air est réintroduit dans le tube par des vannes qui régulent la chute du piston et de la cage.

### Application au puits Hottinguer

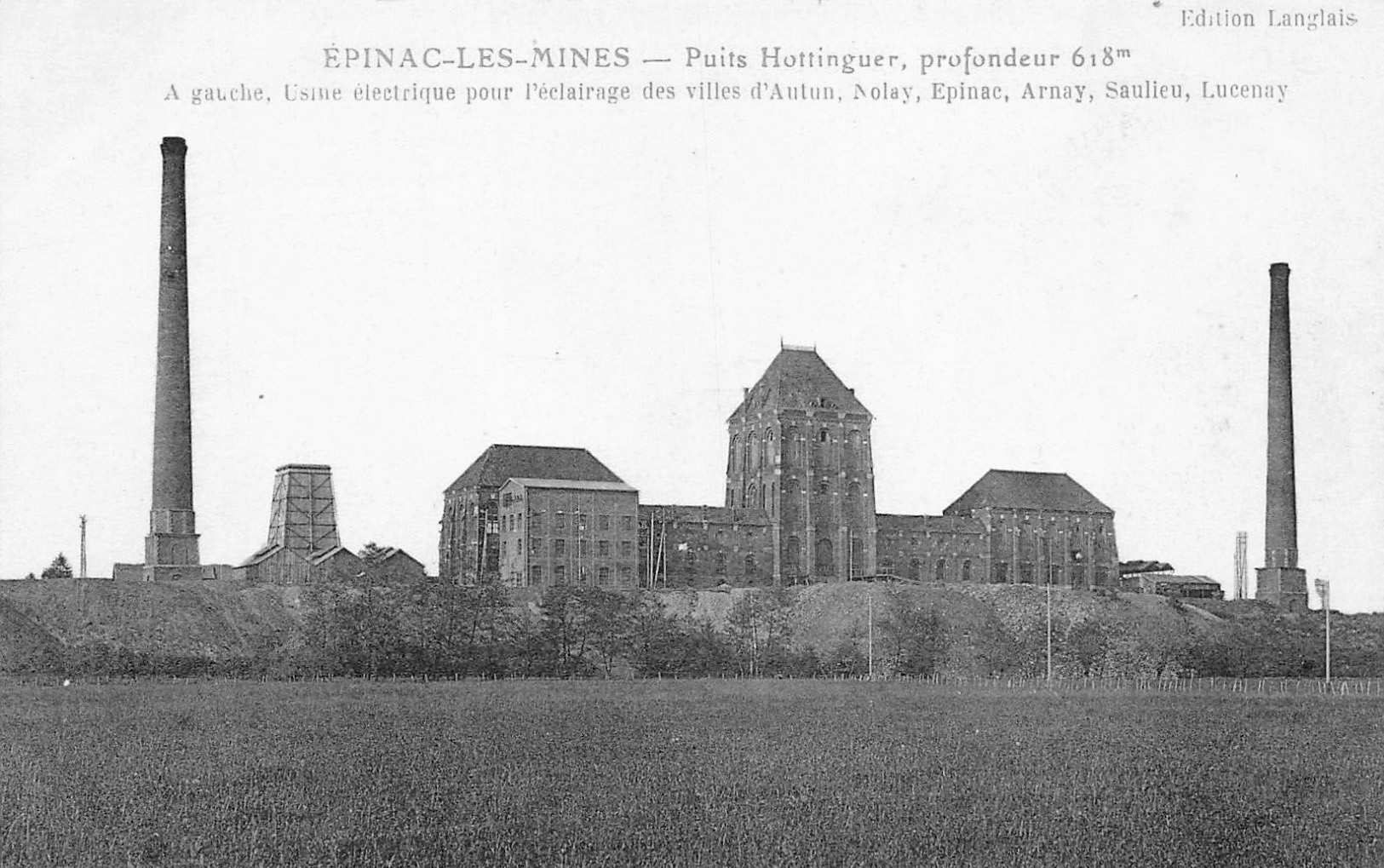
Vue général du puits Hottinguer en activité.

Le 10 juin 1873, une décision ministérielle autorise l'utilisation du procédé pneumatique au puits Hottinguer. Le tube est fabriqué au Creusot et sera installé au milieu des années 1870. Le premier essai a lieu le 23 juillet 1876, l'ascension du piston se fera en vingt minutes sur une hauteur de 558 mètres. La mise en route de l'extraction par le tube aura lieu fin août 1876.

### Caractéristiques
Voici les caractéristiques techniques de l’installation terminée :
- le tube : il se compose de 485 viroles en tôles épaisses de 8 millimètres pour un poids cumulé de 342 025 kg et un diamètre de 1,6 mètre ;
- les pistons : ils se composent de bois étanchéifié par une garniture de cuir ;
- la cage : elle est en acier et se compose de trois étages ;
- le puits : possède un diamètre utile de 4,25 mètres, il est composé de quatre compartiments : celui du tube, celui des échelles, celui de l'extraction par câbles et enfin celui pour l'aérage ;
- la machine : fabriqué à Saint-Étienne dans les ateliers Révollier et Bétrix, elle sera livrée en 1880 et mise en service deux ans plus tard. D'une puissance de 1 500 ch, elle se compose de deux machines à vapeur couplées à deux cylindres d'une course et d'un diamètre de 1,2 mètre. Avec cette machine, l'ascension se faisait en trois minutes et la descente en six minutes[8].

## Après-mine et intérêt patrimonial
L’intérêt patrimonial porté à cette tour n’est pas récent. À la fin du XIXe siècle, ce puits considéré comme unique en France accueillait déjà de nombreux visiteurs. En 1893, les membres de la Société de l’Industrie Minérale de France organisent son congrès annuel en Bourgogne et la seule visite de site historique sera celle du puits Hottinguer.
Ce puits et ses bâtiments, suffisamment intéressants, sont également l’objet de mémoires rédigés par des élèves de l’École nationale supérieure des mines de Paris. Pour la période actuelle, la prise de conscience, en dehors du bassin d’Epinac, de l’intérêt patrimonial du puits Hottinguer remonte aux années 1980. Un ouvrage, fondateur de l’archéologie industrielle en France, publié aux éditions Robert Laffont, présente d’importants développements concernant le caractère unique de ce bâtiment. Le CILAC, principale association française de conservation et de valorisation du patrimoine industriel, a publié un article sur le puits dans ses premières revues. En 2004, lors du colloque célébrant son 25e anniversaire, qui s’est tenu au Creusot, les membres du CILAC ont tenu à visiter le puits Hottinguer.
L'ouvrage intitulé Les Routes de l’énergie, Épinac, Autun, Morvan, écrit par Jean-Philippe Passaqui, professeur au lycée militaire, docteur en histoire, et Dominique Chabard, conservateur du Muséum d'histoire naturelle d’Autun, traite notamment de la houille à Épinac, en particulier du puits Hottinguer.
Il faut rappeler que, lors de la fermeture des mines, la destruction des installations a été importante mais les bâtiments du puits Hottinguer n’ont pas subi ce sort, rachetés par une entreprise (Bitulac) de peinture en 1948, il est victime d'un incendie partielle le 12 mars 1989 avant de se retrouver à l’abandon en 1998. Ils constituent donc un témoignage des plus importants de notre patrimoine industriel, puisqu’ils sont parvenus jusqu’à nous dans un assez bon état de conservation (d’après les spécialistes de sauvegarde des sites industriels). Il est inscrit comme monument historique le 26 novembre 1992.

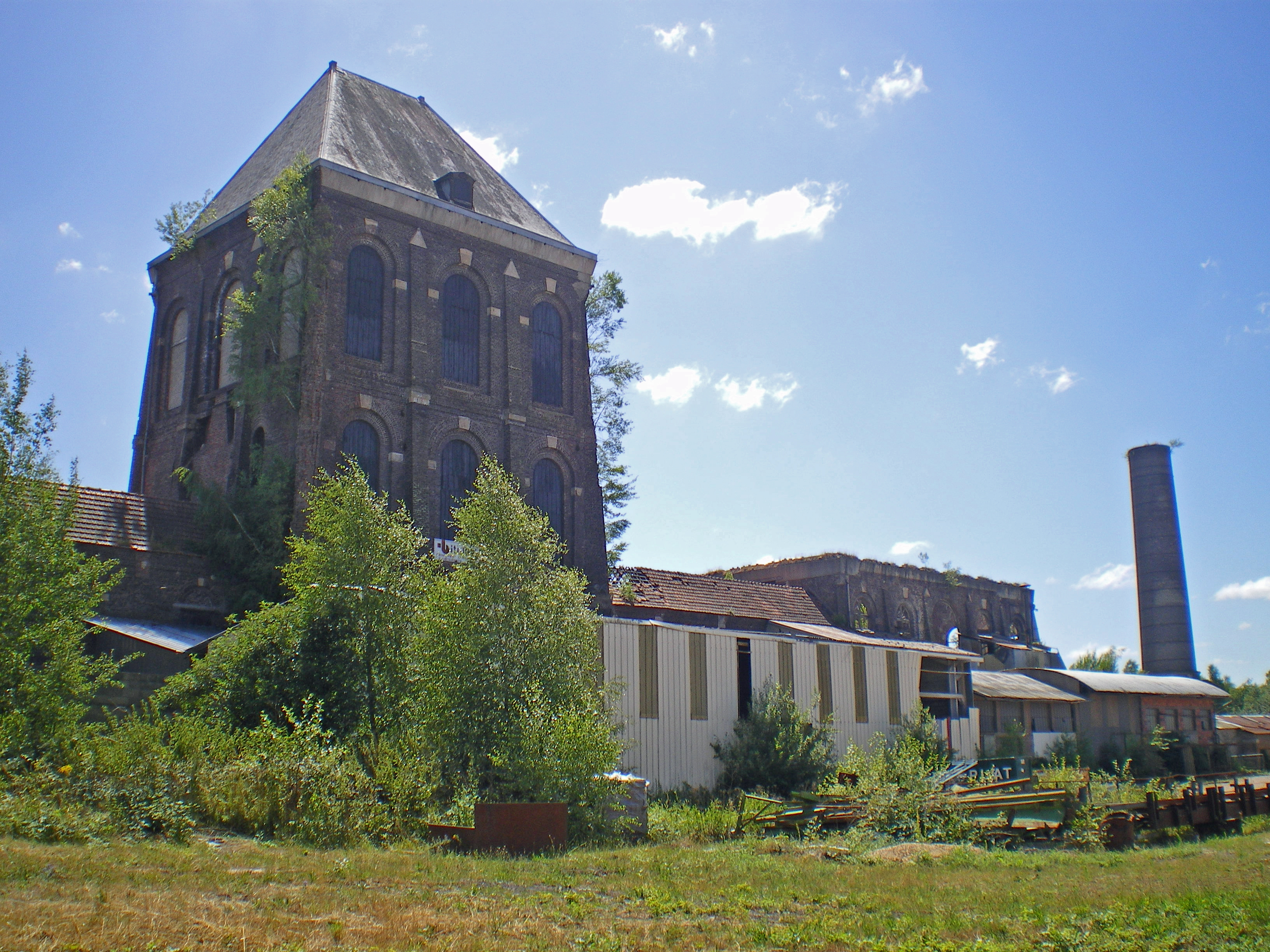
Vue de la tour du puits Hottinguer en 2010.
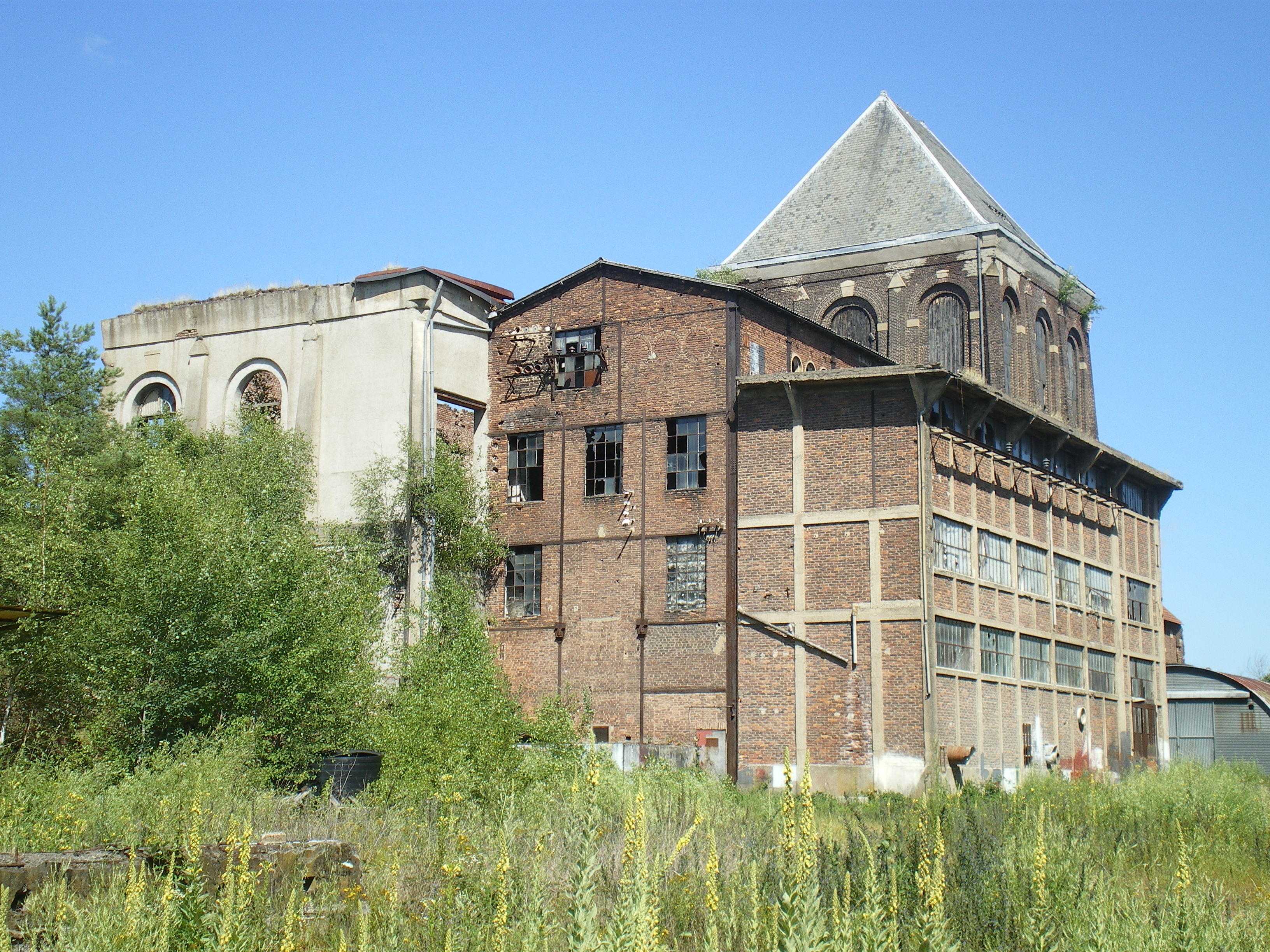
Autre vue du puits Hottinguer.
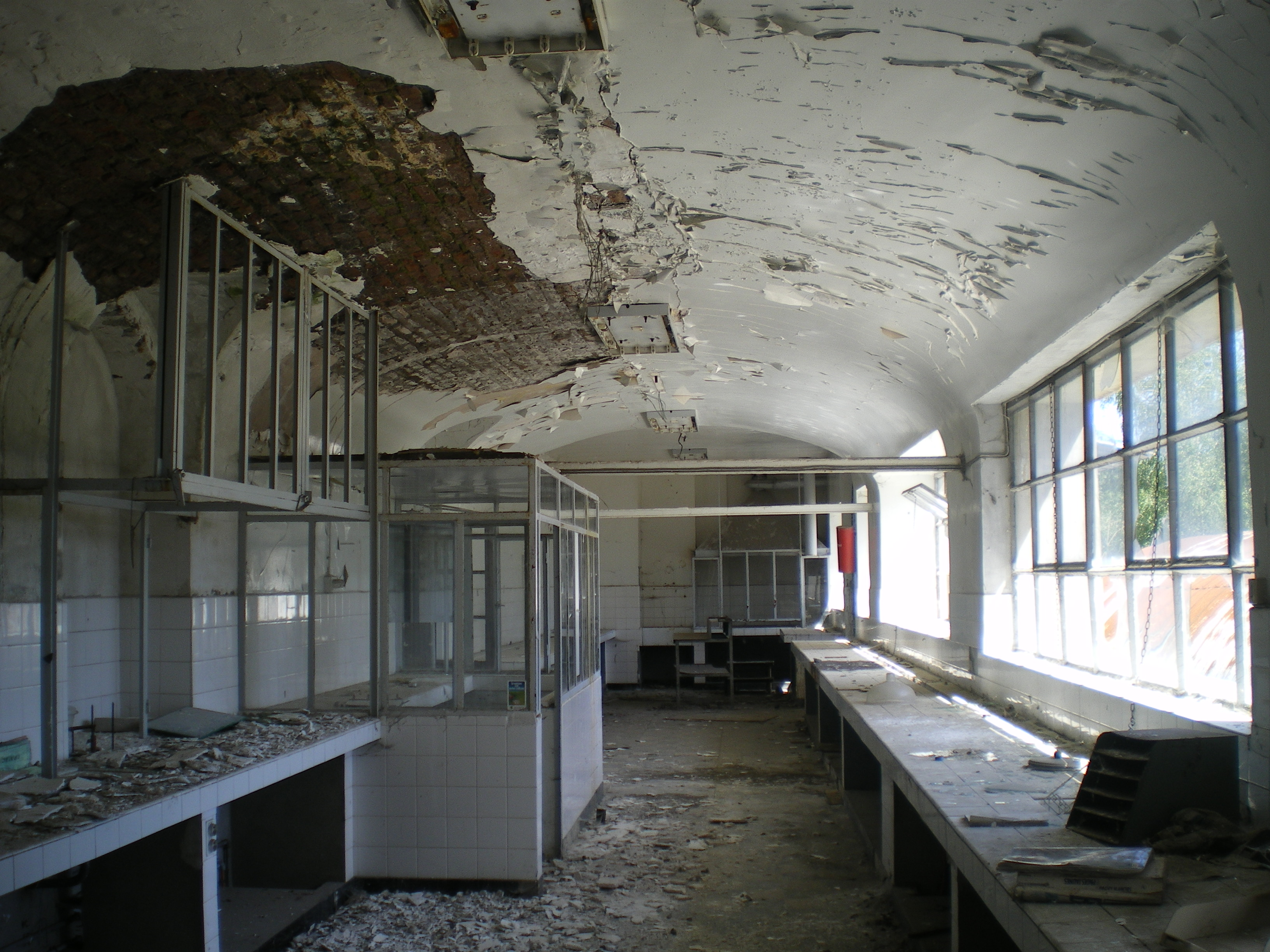
Ancien laboratoire de peinture attenant à la tour.
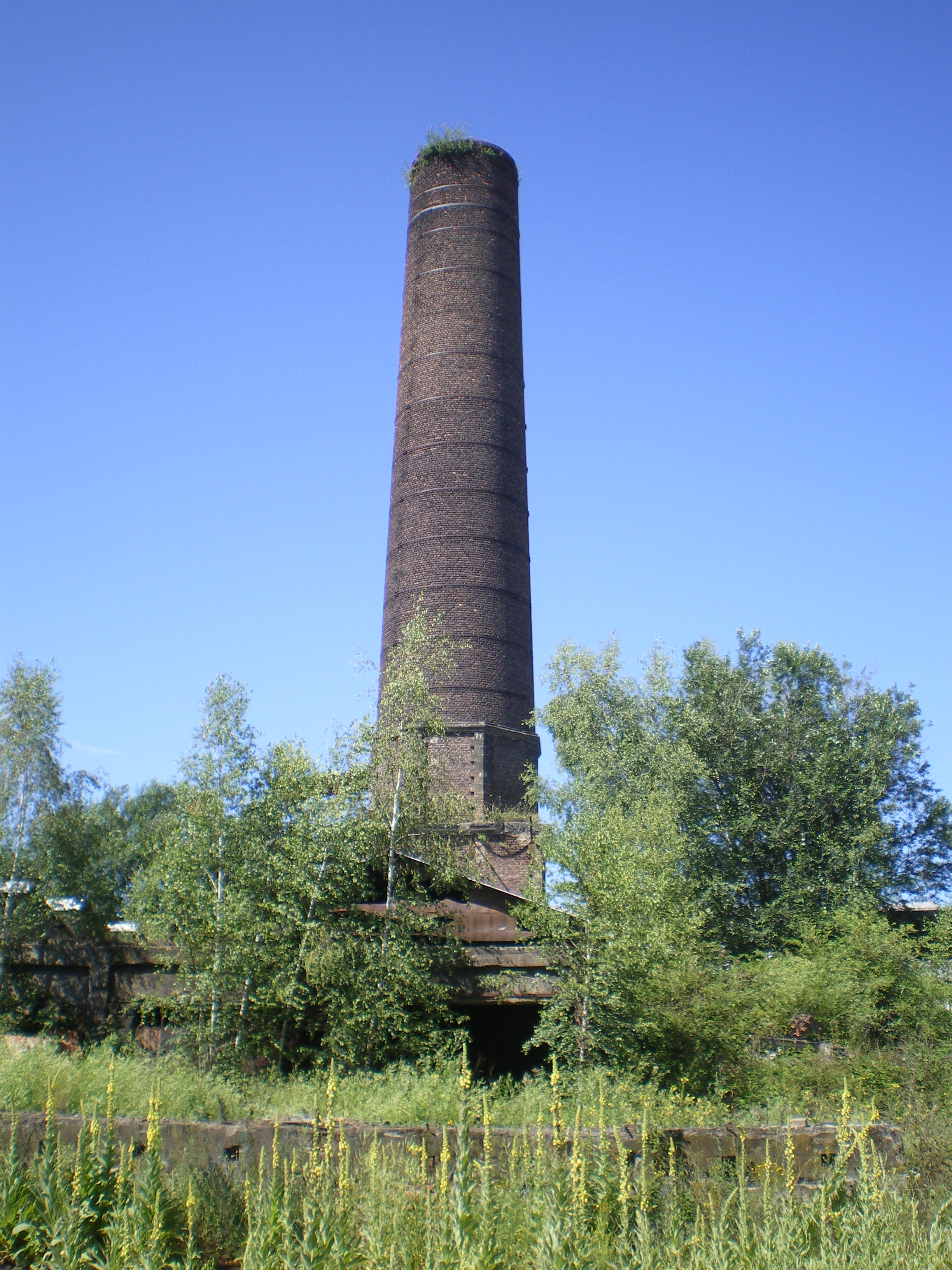
La cheminée.

En 2012, le site du puits est toujours désaffecté. Les bâtiments miniers subsistants sont la tour Malakoff, ses deux ailes (dont une sans toiture), ainsi que quelques annexes dont la cheminée tronquée et des ruines environnantes. Sur place se trouvent également des bâtiments plus modernes construits par la société de peinture.
Un comité rassemblant des membres de collectivités locales, de l'État, de la DRAC ainsi que quelques associations ont débattu de la réhabilitation du puits Hottinguer. Le maire d’Épinac a présenté le projet du site qui inclut la rénovation des bâtiments et l’installation d'une centrale photovoltaïque de huit hectares. Cette centrale sera construite sur un ancien site de stockage de matériau et carrière. Ces travaux devraient se dérouler sur une période de 10 à 15 ans.

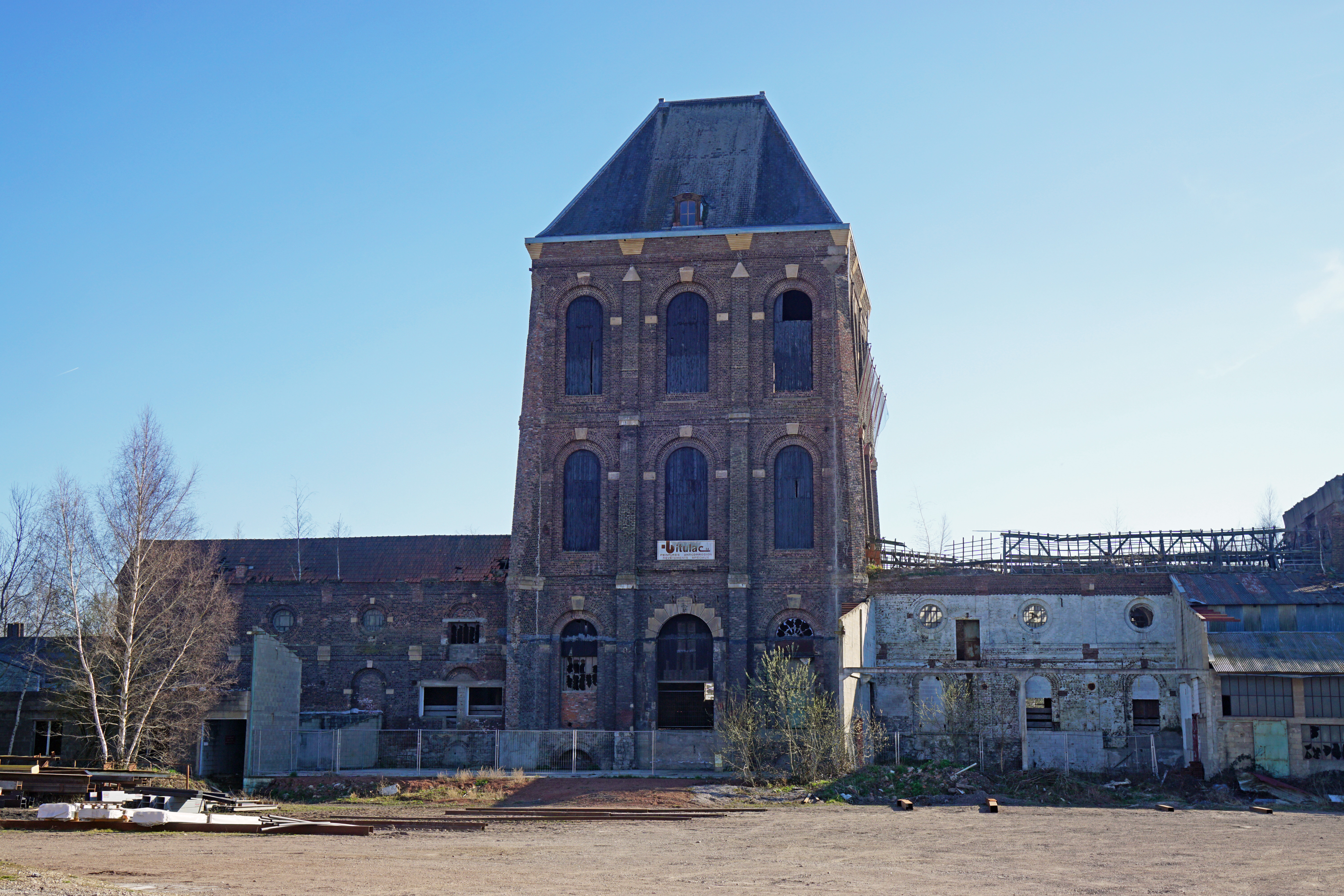
Le site en travaux en 2019.

Fin 2012, durant deux semaines, six jeunes ont déblayé les bâtiments du puits Hottinguer. D'avril à décembre 2013, un chantier d'insertion de l'association Tremplin, composé d'une douzaine de jeunes encadrés par une entreprise, permet de commencer la rénovation des voûtes et arches des ailes latérales ainsi que la charpente de la tour. Au printemps 2014, l'entreprise Dufraigne termine la restauration des quatre ailes attenantes à la tour. Entre 2015 et 2017, la tour est rénovée par l'extérieur. Après 2017, début des travaux de construction de la centrale photovoltaïque.

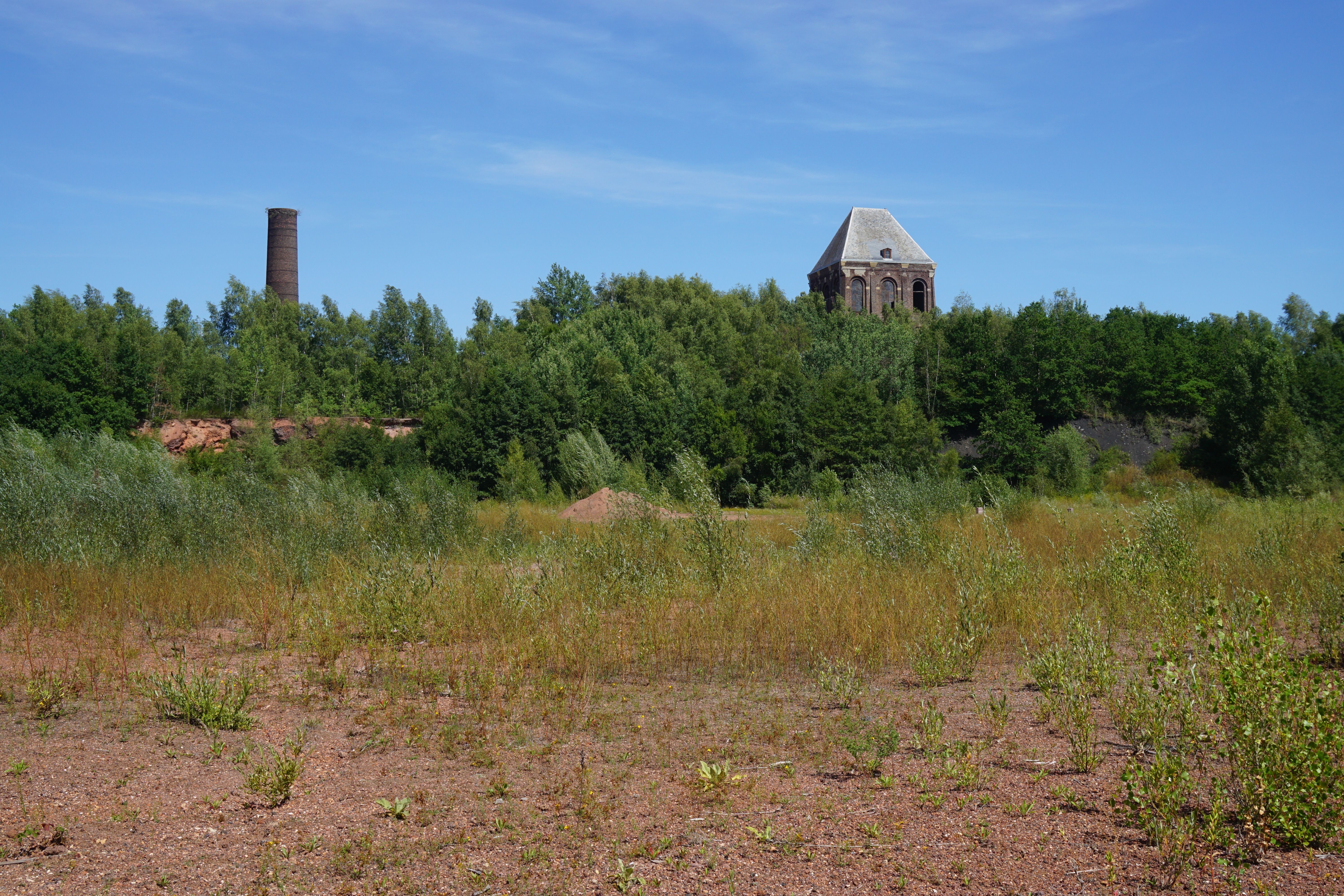
Le puits vu depuis le terril.

Le puits Hottinguer et sa tour de type Malakoff, unique exemple d’une exploitation minière par le procédé d’extraction par tube atmosphérique et l’un des derniers grands témoignages de l’activité industrielle du bassin bourguignon, est classé comme monument historique, par arrêté du 11 octobre 2022 (se substituant à celui d'inscription). La Commission nationale des monuments historiques a souhaité que le niveau de protection de ces installations soit réévalué.